# Montagnes russes volantes
Les montagnes russes volantes (ou Flying Coaster en anglais) sont un type de montagnes russes où les passagers ont une position allongée sur le ventre avec les rails dans leur dos, donnant l'impression d'envol complet. La première attraction de ce type fut construite en 1997 au Royaume-Uni par Skytrak International pour le parc Granada Studios, sous le nom de Skytrack. Ce genre de montagnes russes se décline en plusieurs variétés de taille et de design selon les terrains que celles-ci occuperont. Quelques montagnes russes volantes sont destinées aux enfants et sont généralement lentes et les sensations sont peu présentes. D’autres sont destinées à un public d’adolescents et d’adultes avec notamment une vitesse beaucoup plus rapide procurant des sensations intenses.

## Historique
Les montagnes russes volantes sont un concept assez récent. Le tout premier parcours de montagnes russes de ce type fut Skytrak, construit à Manchester au Royaume-Uni dans Granada Studios Tour en 1997. Le Skytrak, du constructeur Skytrak International consiste en un train ne pouvant contenir une seule personne à la fois. Les passagers devaient grimper dans le véhicule de la même façon que monter une échelle ; ensuite, le train se soulevait pour se positionner sur le rail avant d’être lancé sur le circuit. Le design des trains résultait en un débit trop peu élevé, avec seulement 240 personnes par heure. Le parc et Skytrak ont vécu peu de temps, tous deux fermant leurs portes en 1998.

## Les constructeurs

### Vekoma
Le modèle de Vekoma, nommé Flying Dutchman possède quelques différences. Son prototype coûtait 17 millions de dollars. La première réalisation de la compagnie est Stealth pour le parc California's Great America de Santa Clara en Californie (relocalisé depuis à Carowinds sous le nom Borg Assimilator et aujourd'hui Nighthawk). 
Nommé Flying Dutchman par Vekoma, les trains permettent de larges débits contenant des rangées de quatre personnes par wagons et 6 wagons au total (sur les deux trains). Les passagers embarquent normalement en position assise, dos au sens de marche du train. Après que le train quitte la gare et commence son ascension sur le lift hill, des pistons hydrauliques installés sur les trains abaissent les sièges, les passagers ont leurs dos parallèle aux rails, ils peuvent contempler le reste du parc. La montée prenant fin, les rails tournent à 180°, les passagers procèdent à un demi-tour, ils prennent donc enfin la position de vol sur tout le circuit à haute vitesse. Juste avant que le train n’atteigne les freins de fin de parcours, les rails tournent encore une fois pour que les passagers se retrouvent allongés, face au ciel. Grâce aux freins finaux, les pistons sur le train font monter les sièges pour que les passagers puissent débarquer normalement en gare.
Le système de harnais utilisés sur les montagnes russes volantes de Vekoma consistent en deux éléments principaux : une lapbar (une grosse barre de sécurité) et une sorte de gilet au niveau de la poitrine. Après s’être assit, le passager abaisse sur lui-même la lapbar fixée sur le sol du train. La barre se bloque grâce à des créneaux placés sur les côtés du siège, sécurisant la taille. Également situé sur la barre de sécurité, se trouvent une paire de retient pour les jambes. Ensuite, le passager boucle le gilet pour sécuriser la partie haute du corps. Des poignées sont situées au bout des accoudoirs sur chaque siège.
Vekoma a voulu exploiter son Flying Dutchman, en 2001, avec Batwing pour Six Flags America et X-Flight dans l’ancien Six Flags Worlds of Adventure (devenu Geauga Lake, aujourd'hui fermé). Sur les trois Flying Dutchman, seul Batwing est toujours opérationnel dans son lieu de construction d’origine. X-Flight a été déplacé à Geauga Lake en 2006 et est maintenant Firehawk à Kings Island, alors que Stealth fut déconstruit à California's Great America en 2003 pour être reconstruit en tant que Nighthawk à Carowinds, et est toujours opérationnel. Vekoma a également désigné un concept de montagnes russes volantes plus compact appelé Stingray. Le seul circuit de montagnes russes de ce genre est encore unique au monde, a ouvert en 2009 et se situe à Suzhou Giant Wheel Park à Suzhou, en Chine. 
Il faut mesurer au minimum 1,40 mètre pour pouvoir embarquer dans un Flying Dutchman.

### Bolliger & Mabillard
Le constructeur suisse Bolliger & Mabillard (B&M) a révélé leur propre version de montagnes russes volantes en 2002 avec Air à Alton Towers, suivit plus tard dans la même année de Superman: Ultimate Flight à Six Flags Over Georgia. Dans cette version, le passager prend place dans une position normale assise, les jambes dans le vide tel que dans la version inversée du même constructeur. Un mécanisme situé dans la gare fait basculer les sièges de telle façon que les passagers se retrouvent directement dans la position de vol.
Les montagnes russes volantes de B&M utilisent une combinaison de harnais poitrine/taille. Une fois assit, le passager abaisse le harnais sur lui-même (comme sur le modèle Vekoma) et se bloque sur les côtés du siège, au niveau des accoudoirs. Ce simple mécanisme se bloque à la taille du passager grâce à un large tampon rembourré et une sorte de veste en caoutchouc à la poitrine. La veste comporte un tensionneur de type ceinture de sécurité sur les épaules pour supporter tout type de morphologie. Deux volets viennent se rabattre sur les chevilles du passager pour les tenir en place, ils se ferment quand le harnais principale se bloque en place.
B&M détient le record des plus longues, plus grandes et plus rapides montagnes russes volantes au monde : Tatsu à Six Flags Magic Mountain. Comme sur les modèles Vekoma, les passagers doivent mesurer au minimum 1 mètre 40.

### Zamperla
Zamperla qui nomme son modèle de montagnes russes volantes « Volare » à l’avantage d’avoir un tracé assez compact et d’être moins chers que ses modèles concurrents. Les passagers lui reprochent par contre d’être beaucoup moins confortable. À la différence des autres constructeurs, les montagnes russes volantes de Zamperla ont la particularité de posséder des trains courts (de quatre personnes).

## Attractions de ce type

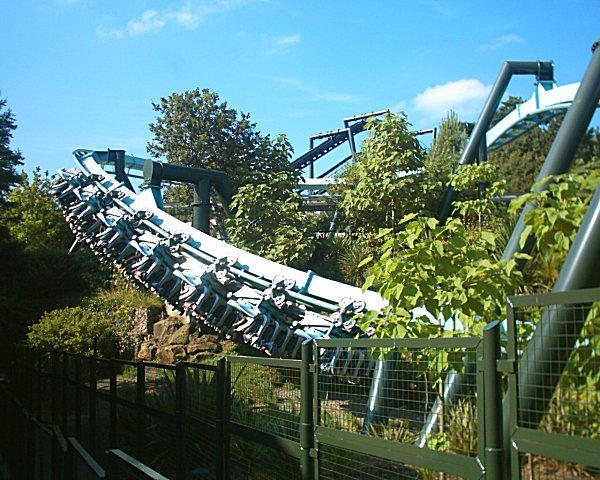
Galactica à Alton Towers.
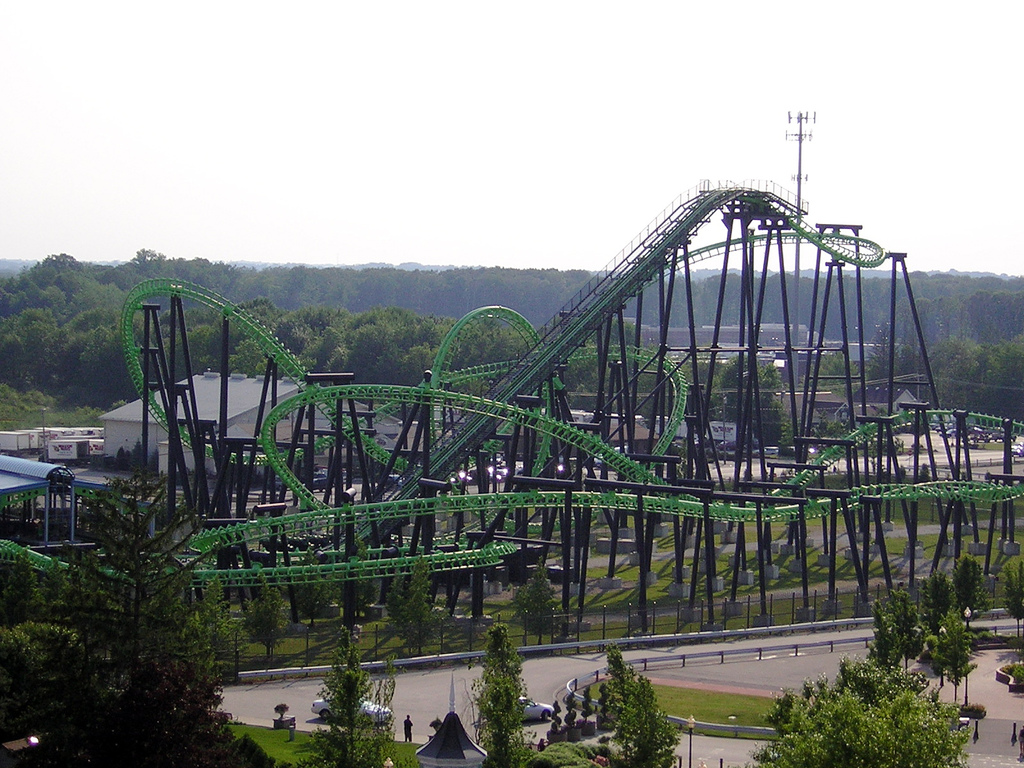
X-Flight à Geauga Lake.
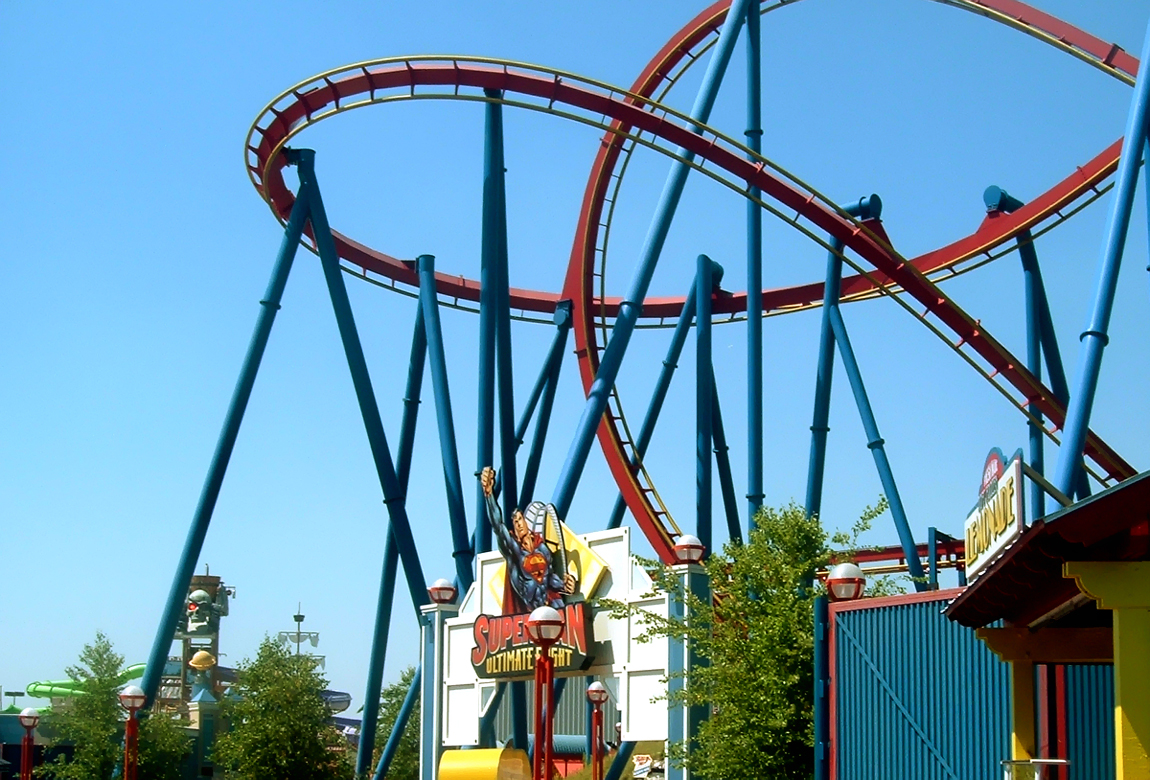
Superman: Ultimate Flight à Six Flags Over Georgia.
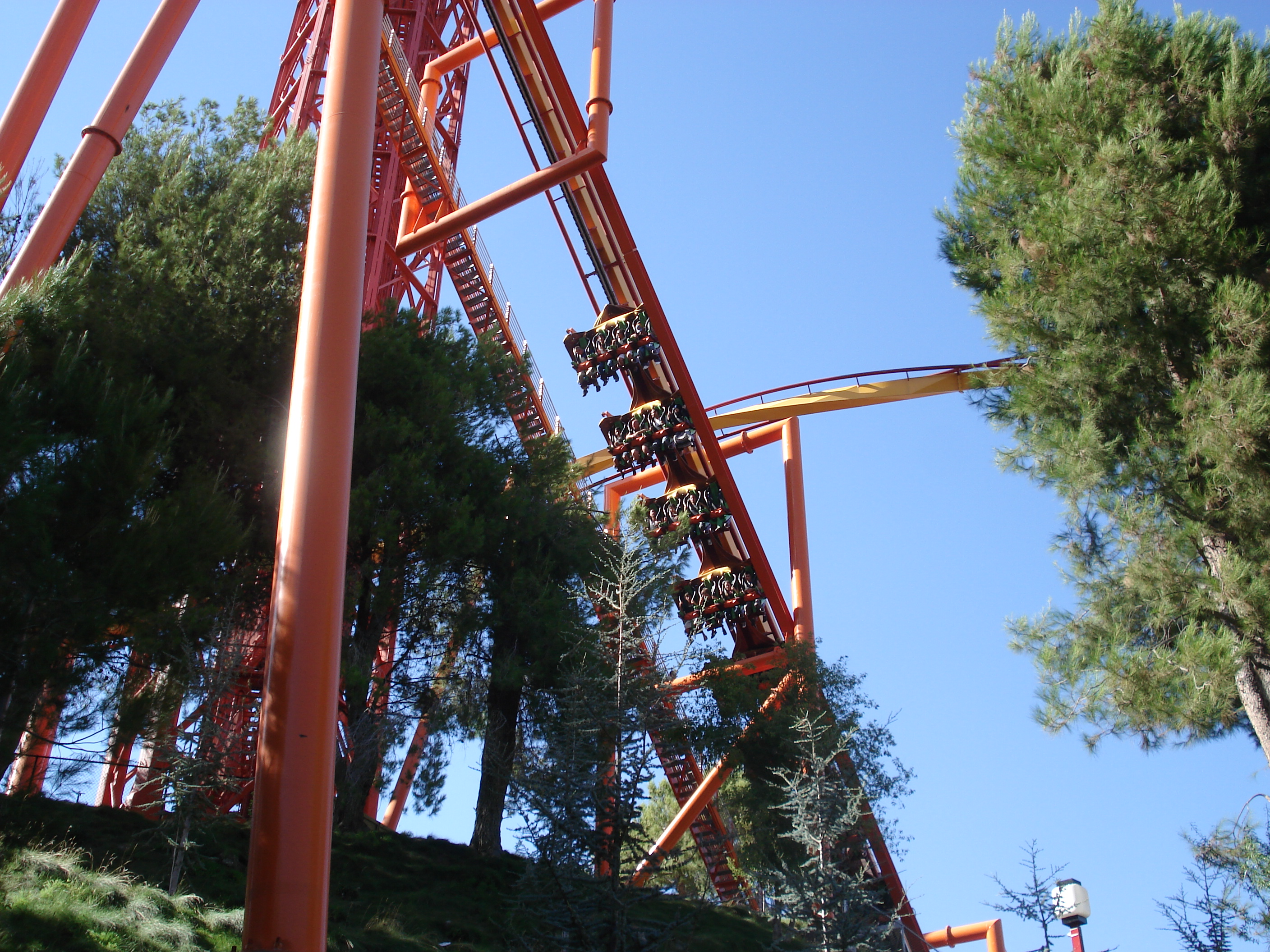
Tatsu à Six Flags Magic Mountain.

| Nom                                                                           | Parc                                                                              | Pays        | Constructeur          | Année     | Statut               |
| ----------------------------------------------------------------------------- | --------------------------------------------------------------------------------- | ----------- | --------------------- | --------- | -------------------- |
| Acrobat                                                                       | Nagashima Spa Land                                                                | Japon       | Bolliger & Mabillard  | 2015      | Ouvert               |
| Batwing                                                                       | Six Flags America                                                                 | États-Unis  | Vekoma                | 2001      | Ouvert               |
| Crystal Wings                                                                 | Happy Valley (Pékin)                                                              | Chine       | Bolliger & Mabillard  | 2006      | Ouvert               |
| Firehawk anciennement X-Flight                                                | Kings Island Geauga Lake                                                          | États-Unis  | Vekoma                | 2007 2001 | Ouvert fermé en 2006 |
| Soarin' Eagle anciennement Flying Coaster                                     | Scream Zone à Luna Park (Coney Island) Elitch Gardens                             | États-Unis  | Zamperla              | 2011 2002 | Ouvert fermé en 2008 |
| « Flying Coaster »(Archive.org • Wikiwix • Archive.is • Google • Que faire ?) | « Genting Theme Park »(Archive.org • Wikiwix • Archive.is • Google • Que faire ?) |             | Zamperla              | 2004      | Ouvert               |
| Galactica                                                                     | Alton Towers                                                                      | Royaume-Uni | Bolliger & Mabillard  | 2002      | Ouvert               |
| Harpy                                                                         | Xishuangbanna Theme Park                                                          |             | Bolliger & Mabillard  | 2015      | Ouvert               |
| Hero                                                                          | Flamingo Land Theme Park & Zoo                                                    | Royaume-Uni | Zamperla              | 2013      | Ouvert               |
| Hexenbesen                                                                    | Erlebniswelt Seilbahnen Thale                                                     | Allemagne   | Wiegand               | 2003      | Ouvert               |
| Hexenbesen                                                                    | Rodelparadies Wasserkuppe                                                         | Allemagne   | Wiegand               | 2006      | Ouvert               |
| Komet                                                                         | Encounter Zone                                                                    | États-Unis  | Select Contracts      | 1998      | Démoli               |
| Manta                                                                         | SeaWorld Orlando                                                                  | États-Unis  | Bolliger & Mabillard  | 2009      | Ouvert               |
| Nighthawk anciennement Stealth et Borg Assimilator                            | Carowinds Great America                                                           | États-Unis  | Vekoma                | 2004 2000 | Ouvert fermé en 2003 |
| Sky Scrapper                                                                  | World Joyland                                                                     | Chine       | Bolliger & Mabillard  | 2011      | Ouvert               |
| Skytrak                                                                       | Granada Studios                                                                   | Royaume-Uni | Skytrak International | 1997      | Démoli               |
| Super Flight                                                                  | Playland                                                                          | États-Unis  | Zamperla              | 2004      | Ouvert               |
| Superman: Ultimate Flight                                                     | Six Flags Over Georgia                                                            | États-Unis  | Bolliger & Mabillard  | 2002      | Ouvert               |
| Superman: Ultimate Flight                                                     | Six Flags Great Adventure                                                         | États-Unis  | Bolliger & Mabillard  | 2003      | Ouvert               |
| Superman: Ultimate Flight                                                     | Six Flags Great America                                                           | États-Unis  | Bolliger & Mabillard  | 2003      | Ouvert               |
| Tatsu                                                                         | Six Flags Magic Mountain                                                          | États-Unis  | Bolliger & Mabillard  | 2006      | Ouvert               |
| The Flying Dinosaur (en)                                                      | Universal Studios Japan                                                           | Japon       | Bolliger & Mabillard  | 2016      | Ouvert               |
| Time Warp                                                                     | Canada's Wonderland                                                               | Canada      | Zamperla              | 2004      | Ouvert               |
| Trombi                                                                        | Särkänniemi                                                                       | Finlande    | Zamperla              | 2005      | Ouvert               |
| Volare                                                                        | Wiener Prater                                                                     |             | Zamperla              | 2004      | Ouvert               |
| Volare                                                                        | Wonderland Eurasia                                                                | Turquie     | Zamperla              | 2019      | Fermé                |
| F.L.Y.                                                                        | Phantasialand                                                                     | Allemagne   | Vekoma                | 2020      | Ouvert               |